# ABBA
ABBA(아바)는 1972년 스톡홀름에서 결성된 스웨덴의 팝음악 그룹이다. 그룹의 구성원인 앙네타 펠트스코그(Agnetha Fältskog), 비에른 울바에우스(Björn Ulvaeus), 베뉘 안데르손(Benny Andersson), 안니프리드 륑스타(Anni-Frid Lyngstad)의 이름 첫 글자를 모아 ABBA라는 이름을 붙였다. ABBA는 결성 이후 지금까지 가장 성공한 음악 그룹의 명단에 오르내린다.
1974년 유로비전 송 콘테스트에서 〈Waterloo〉로 우승하였다. 2005년 50주년 기념 행사에서 유로비전 송 콘테스트는 이 노래를 역대 최고의 곡으로 선정하기도 하였다. 결성 당시 펠트스코그와 울바에우스는 결혼한 사이였고 안데르손과 룅스타도 서로 교재하는 사이였다. 대중적 인기가 급상승하자 이들은 사소한 것까지 모두 관심의 대상이 되면서 사생활에서 고통을 받았고 결국 훗날 그룹 해체와 이혼의 원인이 된다. 이러한 맴버들의 관계 변화는 음악에도 반영되어 초기의 쾌할한 모습에 비해 후기 노래는 보다 어두운 곡조와 가사를 띄게 된다.
1982년 12월 그룹 해체 이후 안데르손과 울바에우스는 작곡과 음악 제작가의 경력을 이어갔고 각종 공연과 뮤지컬, 영화 제작에 참여하였다. 한편 펠트스코그와 륑스타는 솔로 활동을 하였다. 그룹이 해체 된 지 10년이 지난 1992년 인기곡들을 추려 제작한 〈ABBA Gold〉가 발매되어 선풍적인 인기를 끌었다. 1999년 ABBA의 노래들로 구성된 뮤지컬 《맘마 미아!》가 제작되었다. 이 뮤지컬은 세계 곳곳에서 상연되었고 2024년 기준으로도 여전히 가장 오래 공연되는 뮤지컬 10 개 가운데 하나이다. 2008년 같은 이름의 영화 《맘마 미아!》가 개봉되었다. 영화 역시 큰 흔행에 성공하여 2018년 속편 《맘마미아! 2》가 상영되었다.
ABBA의 음반은 집계에 따라 1억 5천만 장에서 3억 8천만 장 사이의 판매량을 보인 것으로 추정된다. 영국에서는 2012년 11월 3일 기준으로 1억 1천3백만 장의 싱글이 판매되어 역대 3위로 기록되었다. 2023년 5월 ABBA의 1억 장 음반 판매를 축하하며 브리트 빌리온 어워드가 수여되었다. ABBA의 멤버들은 스웨덴인이었지만 노래는 영어로 불렀고 이로서 비영어권 가수들이 영어권에서 큰 인기를 끌 수 있었다. ABBA는 영국을 포함한 영어권 국가에서 큰 인기를 누렸다. 스웨덴 음악 그룹 중에서 뿐만 아니라 유럽과 아시아의 경우를 보아도 가장 많은 음반 판매량을 기록한 그룹이다. ABBA는 라틴 아메리카를 포함한 스페인어권서도 인기가 높다.
2002년 보컬 그룹 명예의 전당에 이름을 올렸고 2010년에는 비영권 출신으로는 최초로 로큰롤 명예의 전당에 이름이 올랐다. 2015년 ABBA의 히트곡 〈Dancing Queen〉이 그레미 명예의 전당에 포함되었다. 2024년 미국 의회도서관은 1976년 제작된 ABBA의 음반 《Arrival》을 국가 녹음 기록물로 등록하였다.
2016년 그룹을 재 결성하고 아바타를 이용한 디지털 공연을 하였다. 2018년 새로 작곡된 곡들을 선보였고 2021년 40년만의 새 음반 《Voyage》를 발매하였다. 2022년 5월 런던에서 아바타를 이용하여 새 앨범 《Voyage》의 노래를 공연하였다.

## 작곡
작곡가이자 가수인 베뉘 안데르손과 비에른 울바에우스는 악보나 종이에 기보를 할 줄 몰랐고 오직 앙네타 펠트스코그만이 할 수 있었다. (1981년 Dick Cavett와의 인터뷰에서 밝혔다.) 그들이 사용한 악기들은 실험적이었으며 즉흥적이었고 또는 스튜디오에서 반주녹음에 노래를 하기도 했다. 이런 제약은 훗날 맘마미아 뮤지컬을 제작하는 데에도 영향을 미쳤는데, 먼저 음악이 완성되고 나서 다른 음악가들이 참여한 후 앉아서 음악을 듣고 악보에 기보를 하고 가사를 추가하는 식으로 이루어졌다. 베뉘와 비에른의 후반 작업에 6개월 이상이 소요되었다. 작곡가들 또한 베뉘와 비에른이 음원을 먼저 만들고 나서 후에 가사를 추가했었다고 말하였다.

## 음반 목록
- 《Ring Ring》 (1973)
- 《Waterloo》 (1974)
- 《ABBA》 (1975)
- 《Arrival》 (1976)
- 《ABBA - The album》 (1977)
- 《Voulez-vous I Have a Dream 》 (1979)
- 《Super Trouper》 (1980)
- 《The Visitors》 (1981)
- 《Voyage》 (2021)

## 같이 보기
- 가장 많은 음반을 판 음악가 목록